# Chef du Seanad
Le chef du Seanad (en anglais : Leader of the Seanad ; mentionné au sein du Seanad comme chef de la Chambre irlandais : Treoraí an Tí) est un membre du Seanad Éireann nommé par le Taoiseach pour diriger les affaires du gouvernement. Il s'agit du chef de la majorité au sein de la chambre haute.
Depuis le 12 février 2025, le titulaire de la fonction est Seán Kyne du Fine Gael. La cheffe adjointe du Seanad est Fiona O'Loughlin du Fianna Fáil.

## Rôle
Le leader joue dans la procédure du Seanad un rôle similaire à celui joué par le Taoiseach au Dáil Éireann :
- organiser l'ordre du jour ;
- peut présenter un projet de loi sans préavis ;
- membre d'office du Committee on Procedure and Privileges
- peut organiser un vote de sympathie

## Histoire
Dans le Seanad Éireann de l'État libre d'Irlande, il n'y avait pas de position distincte de chef de la majorité. C'est un symptôme de l'indépendance du Seanad par rapport au Conseil exécutif (gouvernement), ce qui avait déplu à Éamon de Valera en tant que président du Conseil exécutif.
La Constitution de 1937 de De Valera crée un nouveau Seanad moins indépendant du Dáil. Le règlement du nouveau Seanad prévoyait que le rôle de chef de la majorité soit de contrôler le flux des affaires émanant du gouvernement. Un rapport de 2004 du Seanad sur la réforme de ses propres fonctions recommandait que le leader soit autorisé à assister aux réunions du cabinet, avec rang de ministre ou de ministre d'État. Maurice Manning a noté en 2010 que les récents dirigeants avaient davantage d'influence sur le gouvernement, ce qui a amené le Seanad à participer davantage à la législation.

## Liste
| Titulaire            | Début             | Fin               | Parti politique | Parti politique | Gouvernements              | Notes |
| -------------------- | ----------------- | ----------------- | --------------- | --------------- | -------------------------- | --- |
| William Quirke       | 1938              | 1948              |                 | Fianna Fáil     | 2e, 3e, 4e                 | |
| Michael Hayes        | 1948              | 1951              |                 | Fine Gael       | 5e                         | |
| William Quirke       | 1951              | 1954              |                 | Fianna Fáil     | 6e                         | |
| Michael Hayes        | 1954              | 1957              |                 | Fine Gael       | 7e                         | |
| Thomas Mullins       | 1957              | 1973              |                 | Fianna Fáil     | 8e, 9e, 10e, 11e, 12e, 13e | |
| Michael J. O'Higgins | 1er juin 1973     | 27 octobre 1977   |                 | Fine Gael       | 14e                        | |
| Eoin Ryan Snr        | 27 octobre 1977   | 8 octobre 1981    |                 | Fianna Fáil     | 15e, 16e                   | |
| Gemma Hussey         | 8 octobre 1981    | Février 1982      |                 | Fine Gael       | 17e                        | Siège vacant de la fonction et au Seanad lors des élections au Dáil. |
| Eoin Ryan Snr        | 26 mars 1982      | 21 décembre 1982  |                 | Fianna Fáil     | 18e                        | |
| James Dooge          | 21 décembre 1982  | 3 avril 1987      |                 | Fine Gael       | 19e                        | |
| Mick Lanigan         | 3 avril 1987      | 16 mai 1990       |                 | Fianna Fáil     | 20e, 21e                   | Démissionne de sa fonction après que le Fianna Fáil perd une série de votes alors que tous ses sénateurs étaient absents.                                                                           |
| Seán Fallon          | 16 mai 1990       | 23 janvier 1992   |                 | Fianna Fáil     | 21e                        | Fonction vacante après avoir été élu Cathaoirleach pour remplacer Seán Doherty. |
| G. V. Wright         | 23 janvier 1992   | 20 décembre 1994  |                 | Fianna Fáil     | 21e, 22e, 23e              | Le 21e gouvernement prend fin lorsque Charles Haughey démissionne de son poste de Taoiseach, sept jours après la démission de Doherty de son poste de Cathaoirleach à cause d'une même controverse. |
| Maurice Manning      | 20 décembre 1994  | 17 septembre 1997 |                 | Fine Gael       | 24e                        | |
| Donie Cassidy        | 17 septembre 1997 | Mai 2002          |                 | Fianna Fáil     | 25e                        | Siège vacant de la fonction et au Seanad lors des élections au Dáil. |
| Mary O'Rourke        | 26 juin 2002      | Mai 2007          |                 | Fianna Fáil     | 26e                        | Siège vacant de la fonction et au Seanad lors des élections au Dáil. |
| Donie Cassidy        | 3 juillet 2007    | 25 mai 2011       |                 | Fianna Fáil     | 27e, 28e                   | |
| Maurice Cummins      | 25 mai 2011       | 8 juin 2016       |                 | Fine Gael       | 29e                        | |
| Jerry Buttimer       | 8 juin 2016       | 27 juin 2020      |                 | Fine Gael       | 30e, 31e                   | |
| Regina Doherty       | 27 juin 2020      | 17 décembre 2022  |                 | Fine Gael       | 32e                        | |
| Lisa Chambers        | 17 décembre 2022  | 30 janvier 2025   |                 | Fianna Fáil     | 33e et 34e                 | |
| Seán Kyne            | 12 février 2025   | en cours          |                 | Fine Gael       | 35e                        | |